# 河南日报
《河南日报》创刊于1949年6月1日，是中共河南省委机关报。属于河南日报报业集团，现为对开八版，日发行量36.5万份，在中国省级党报中居第六位。
创办有《河南各地》、《纵横谈》、《市地报台之声》、《新世说》、《环球采风》、《港湾话题》、《体育》等专栏，其中《河南各地》被载入《中国新闻年鉴》，《新世说》和《港湾话题》等栏目最受读者欢迎。
2018年，报纸入选2017年全国百强报纸推荐名单。